# Aleksander Meksi
Aleksandër Gabriel Meksi (n. 1939) este un om politic albanez, membru al Partidului Democrat. A îndeplinit funcția de prim-ministru al Albaniei (1992-1997).